# Baltasar de la Cueva y Enríquez de Cabrera
Baltasar de la Cueva y Enríquez de Cabrera (Madrid, 1627-Madrid, 3 de abril de 1686) fue un noble, político, militar y diplomático español que ocupó el cargo de XX Virrey del Perú. Fue además, por su matrimonio, séptimo conde de Castellar y cuarto marqués de Malagón, y hermano, entre otros, de Francisco Fernández de la Cueva y Enríquez de Cabrera, VIII duque de Alburquerque, Virrey de Nueva España y de Sicilia.

## Primeros años
Nació en Madrid y fue bautizado en la iglesia de San Martín el 12 de abril de 1627, siendo hijo de Francisco Fernández de la Cueva, VII duque de Alburquerque, IV marqués de Cuéllar, VII conde de Huelma y de Ledesma, que ocupó los cargos de Virrey de Cataluña y de Sicilia, y de su tercera esposa, Ana Enríquez de Cabrera y Colonna, hija de Luis Enríquez de Cabrera y Mendoza, cuarto duque de Medina de Rioseco, octavo Almirante de Castilla, y de Victoria Colonna, hija del Gran Condestable de Nápoles.
Fue enviado a Salamanca para comenzar con su instrucción, estudiando en el Colegio Mayor de San Bartolomé, donde fue recibido como bachiller el 25 de marzo de 1647, donde fue más tarde rector. Pasó después a la Universidad de Salamanca, de la que salió licenciado en Cánones y Leyes en 1650, siendo nombrado el mismo año deán de la catedral de Salamanca, y un año más tarde ocupó la rectoría de la universidad.
En 1654 fue nombrado oidor de la Real Audiencia y Chancillería de Granada, y el 3 de marzo de 1659 fue investido caballero de la Orden de Santiago. Sucesivamente ocupó los cargos de ministro y fiscal del Consejo de las Órdenes, embajador real en Venecia, gentilhombre de cámara del rey, miembro del Consejo Supremo de Guerra, y ministro del Consejo de Indias. En 1665 y ocupando este último cargo, fue designado como embajador extraordinario en Alemania ante Leopoldo I de Habsburgo, Emperador del Sacro Imperio Romano Germánico hasta que en 1671 regresó de nuevo a España siendo nombrado en 1673 virrey, lugarteniente y capitán general del Reino del Perú, tierra firme y Chile, además de presidente de la Real Audiencia de Lima.

## Virrey del Perú
Tras la muerte en el cargo de Pedro Fernández de Castro Andrade y Portugal, X conde de Lemos, fue designado en funciones Álvaro de Ibarra, hasta que el 26 de septiembre de 1673 el rey Carlos II de España expidió su Real cédula por la que le nombró sucesor del conde de Lemos. A su favor jugaba la experiencia como virreyes que había en su familia, su pertenencia al Consejo de las Indias, que le procuraba cierta experiencia en los asuntos del Nuevo Mundo, y ser el mejor financiero con que se contaba en la Corte, por lo que un virrey de estas características en las circunstancias económicas que vivía el virreinato era una elección muy acertada.
Hizo su entrada en Lima el 15 de agosto de 1674, donde recibió el mando del virreinato de manos de la Real Audiencia de Lima. La cámara de comerciantes de la ciudad cubrió el suelo bajo el arco triunfal por donde pasó el nuevo virrey con 400 barras de plata de 4,6 kilogramos cada una. Su mandato se caracterizó por un gobierno económico nunca antes visto: adoptó severas medidas para reducir considerablemente el gasto público, y estableció por primera vez un presupuesto general anual. Además, ningún libramiento podía ser cobrado sin su firma, medida nunca antes aplicada, con lo que consiguió vigilar mejor que ningún otro virrey todos los movimientos del dinero de la Real Hacienda.
Además del importante ahorro que implantó, durante su mandato un minero de Potosí, llamado Juan del Cerro, inventó una nueva manera de refinar la plata, consiguiendo con ello un beneficio del 50 por ciento. Con todo ello, el virrey mandó a España más de 2,5 millones de pesos anuales durante su mandato, más otros 7 millones que envió a Panamá, Valdivia, Buenos Aires, Huancavelica, Chile y Cartagena de Indias para llevar a cabo importantes infraestructuras, como las murallas del presidio de El Callao, que se llevaron a cabo bajo la dirección del ingeniero francés Alejandro de Bournonville, duque de Bournonville.
La quiebra de diversos comerciantes limeños en 1677, y la decadencia que sufría la feria de Portobello hicieron que el Tribunal del Consulado de Lima enviase una fuerte queja al rey sobre el gobierno que llevaba a cabo el conde de Castellar. Carlos II dio la razón a los comerciantes, y sin tan siquiera dejar que el virrey fuese escuchado, le notificó su destitución en el cargo de una manera nunca antes vista, escribiendo luego al instante que reciba el despacho en que se lo envió a mandar, es decir, le obligaba a abandonar su cargo de manera inmediata.
El 7 de julio de 1678 fue relevado de su cargo, teniendo que entregar el gobierno a Melchor de Liñán y Cisneros, recién nombrado arzobispo de Lima. Además, fue obligado a permanecer desterrado en Paita a esperar la resolución de su juicio de residencia, así como de un estricto juicio paralelo que se llevó a cabo sobre todos sus actos. El fallo emitido el 24 de abril de 1680 lo dejó absuelto por completo y libre de todo cargo, y le obligó a pagar 12 000 pesos en concepto de costas. Entonces obtuvo permiso para trasladarse a Santiago de Surco el 5 de julio de 1681, y de allí nuevamente a Lima, desde donde zarpó desde el Callao de regreso a España el 21 de septiembre de dicho año.

## Últimos años
Una vez de vuelta en España, en 1682 volvió a desempeñar su plaza en el Consejo de Indias, que ocuparía hasta su muerte, acaecida en Madrid el 3 de abril de 1686. Había otorgado testamento en la misma ciudad unos días antes, el 25 de marzo, por el cual mandaba enterrarse con el hábito franciscano en el Hospital de San Juan Bautista de Toledo, de cuyo patronato gozaba su mujer. Dejó ordenado un entierro con la mayor sencillez: debía ser sepultado en la iglesia baja y no en el panteón familiar, y sobre su lápida únicamente debía figurar la inscripción "Rueguen a Dios por él, con toda humildad, sin pompa, capuces ni otra ostentación".
Nombró por testamentarios y albaceas a su mujer, a su cuñada la marquesa de Cadreita, Juana Francisca Díez de Aux de Armendáriz (viuda de su hermano Francisco), a su cuñada y sobrina Ana Rosalía Fernández de la Cueva, también duquesa viuda de Alburquerque (mujer de su hermano Melchor) y a su sobrino y sucesor Francisco Fernández de la Cueva, y no pudo firmar el testamento por hallarse impedido de la mano derecha.

## Matrimonio y descendencia
Contrajo matrimonio en la iglesia de los Santos Justo y Pastor de Madrid el 22 de junio de 1664 con su prima en segundo grado Teresa María Arias de Saavedra y Enríquez Pardo Tavera y Ulloa, por derecho propio VII condesa de Castellar y de Villalonso, IV marquesa de Malagón, señora de El Viso, Paracuellos, Fernán Caballero, Fuente el Fresno, Porzuna y Benafarces, mariscala y alfaqueque mayor de Castilla, señora del alguacilazgo mayor de Toro, y cabeza y pariente mayor de la Casa de Saavedra en Andalucía, como hija y heredera de Fernando Arias de Saavedra y Ulloa, VI conde de Castellar y de Villalonso, III marqués de Malagón, y de su mujer Catalina Enríquez de Acevedo Osorio y Valdés. Nacieron de este matrimonio dos únicos hijos:
- Fernando de la Cueva y Saavedra, VIII conde de Castellar y de Villalonso, V marqués de Malagón.
- Ana Catalina de la Cueva y Arias de Saavedra, IX condesa de Castellar y de Villalonso, marquesa de Malagón, que casó con Manuel de Benavides y Aragón, marqués de Solera, primer duque de Santisteban del Puerto.

| Predecesor: Álvaro de Ibarra | Virrey del Perú 1674-1678 | Sucesor: Melchor de Liñán y Cisneros |